# Sylvan Springs (Alabama)
Sylvan Springs é uma vila localizada no estado americano do Alabama, no Condado de Jefferson.

## Demografia
Segundo o censo americano de 2000, a sua população era de 1465 habitantes.
Em 2006, foi estimada uma população de 1517, um aumento de 52 (3.5%).

## Geografia
De acordo com o United States Census Bureau tem uma área de 9,0 km², dos quais 9,0 km² cobertos por terra e 0,0 km² cobertos por água. Sylvan Springs localiza-se a aproximadamente 173 m acima do nível do mar.

## Localidades na vizinhança
O diagrama seguinte representa as localidades num raio de 8 km ao redor de Sylvan Springs.